# Asarum caudatum
Asarum caudatum là một loài thực vật có hoa trong họ Aristolochiaceae. Loài này được Lindl. mô tả khoa học đầu tiên năm 1831.